# Мариинский проезд
Марии́нский прое́зд — проезд в Центральном районе Санкт-Петербурга. Проходит от Кирочной улицы до Кавалергардской улицы.

## История
Название известно с 1935 года, хотя проезд появился ещё в начале XX века. Название дано по находившемуся рядом (Кирочная улица, дом № 54) Мариинскому женскому институту.

## Объекты
- Школа № 163 (здание Мариинского женского института).